# Union Vale
Union Vale – miasto w Stanach Zjednoczonych, w stanie Nowy Jork, w hrabstwie Dutchess.